# Гальвес (отель)
«Гальвес» (англ. Hotel Galvez) — отель, находится в городе Галвестон (штат Техас) и расположен на берегу Мексиканского залива. Как и город Галвестон, отель назван в честь испанского наместника Бернардо де Гальвес-и-Мадрида (Bernardo de Gálvez y Madrid).
4 апреля 1979 года отель «Гальвес» был внесён в Национальный реестр исторических мест США под номером 79002944.

## История

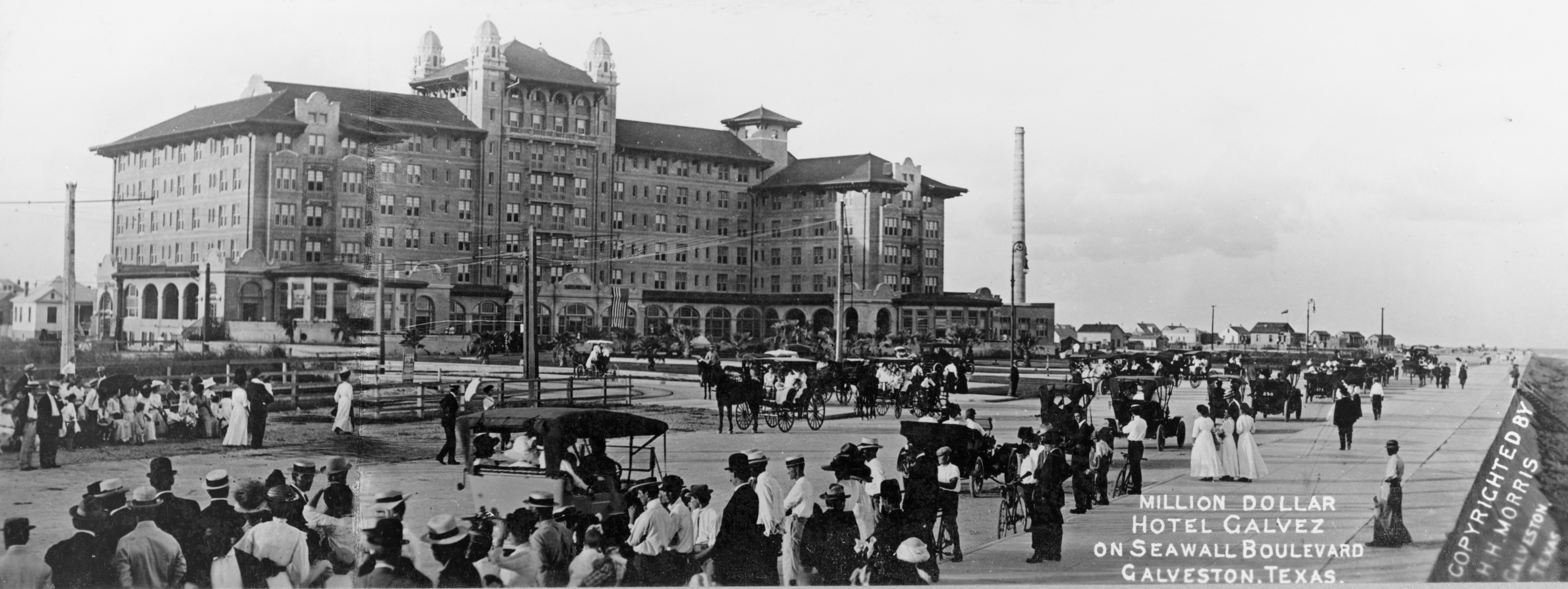
Отель «Гальвес» (1911 год)

В 1910 году было предложено построить крупный отель в Галвестоне, у побережья Мексиканского залива. Проект здания был разработан архитектурной фирмой Mauran & Russell из Сент-Луиса. Строительство было начато в 1910 году, а завершено в 1911 году. Постройка отеля была профинансирована местными бизнесменами и инвесторами, и она обошлась примерно в 1 миллион долларов. Отель принял первых постояльцев в июне 1911 года (ещё до полного окончания строительства).
В разные годы в отеле «Гальвес» останавливались многие знаменитости, включая президентов США Франклина Рузвельта, Дуайта Эйзенхауэра, Ричарда Никсона и Линдона Джонсона.
Во время урагана Айк, обрушившегося на Галвестон 13 сентября 2008 года, отелю был причинён относительно небольшой ущерб, так как основной удар стихии был смягчён защитной стеной Сиуолл. Сильным ветром была частично повреждена черепица на крыше отеля. Кроме этого, были частично затоплены некоторые помещения, находящиеся на низшем уровне — офисы, фитнес-центр, спа-центр и прачечная. Отель вновь открылся для посетителей 15 октября 2008 года.